# Hawaij

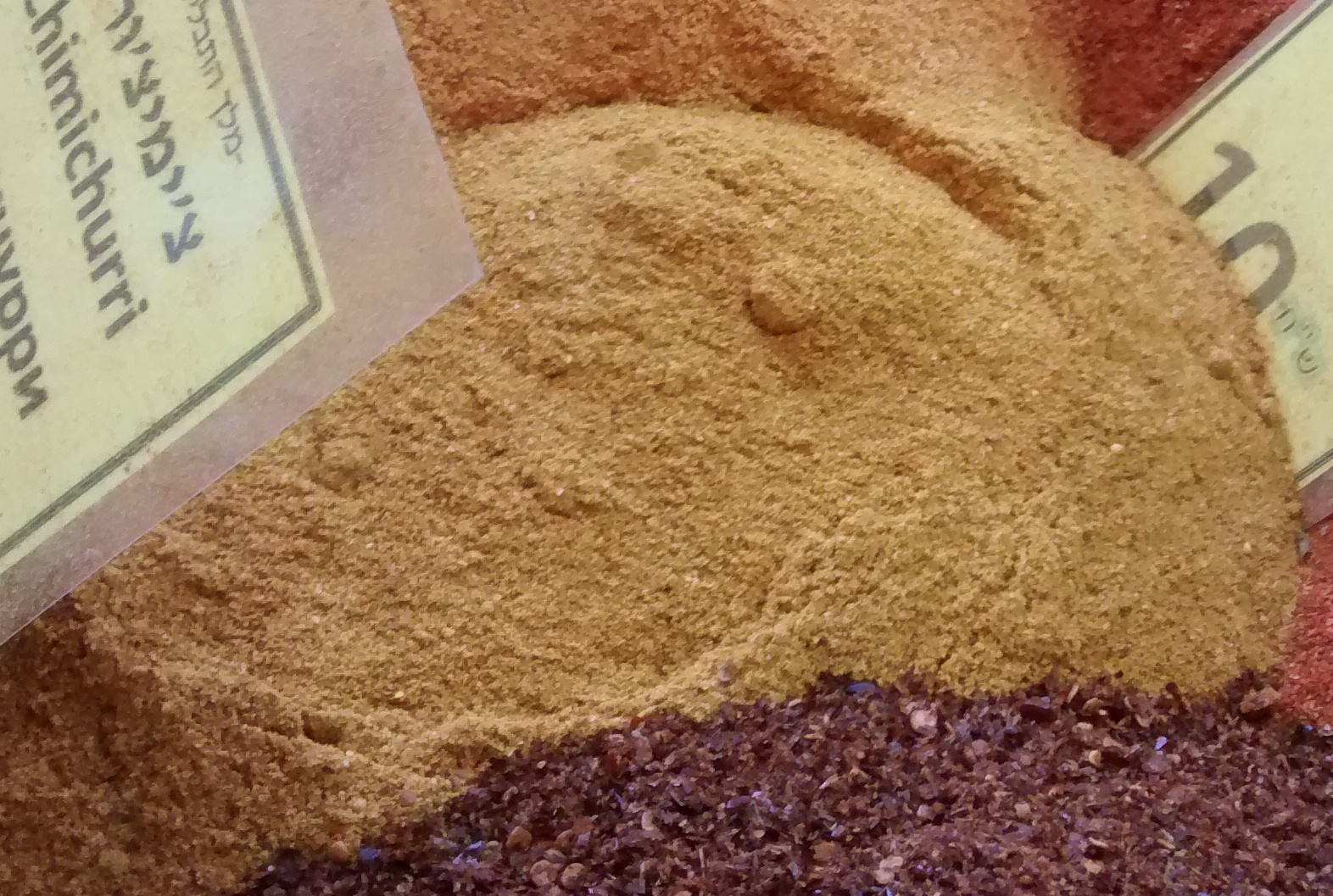
Hawaij in Tel Aviv

Hawaij (arabisch خاواييج, DMG ḫāwāyīǧ, hebräisch חו׳יג׳), auch Hawayej oder Hawayij geschrieben, ist die Bezeichnung für eine Vielzahl von jemenitischen Gewürzmischungen. Diese werden vor allem für Suppen und Kaffee verwendet. Hawaij wird weitgehend von jemenitischen Juden und in Israel eingesetzt. Dadurch hat es sich in der gesamten israelischen Küche stark verbreitet und wird sehr häufig verwendet.

## Verwendung und Zusammensetzung
Hawaij wird meistens in Eintöpfen, Currys, zu Reis und in vegetarischen Gerichten verwendet und auch um Grillfleisch zu marinieren. Es gibt auch Mischungen für Kaffee. Die Grundmischung besteht aus Cumin, grünem Kardamom, Kurkuma und schwarzem Pfeffer. Aufwändigere Versionen können auch gemahlene Gewürznelken, Schwarzkümmel, Muskatnuss, Safran, Koriander und/oder getrocknete Zwiebeln beinhalten. Die adenische Version besteht aus Cumin, grünem Kardamom, Koriander und schwarzem Pfeffer.
Die Mischung für Kaffee wird aus Anis, Fenchel, Ingwer und grünem Kardamom gemacht. Obwohl es hauptsächlich in Kaffee Verwendung findet, wird diese Mischung auch in Desserts, Kuchen und geschmortem Fleisch benutzt. In Aden verwendet man eine Mischung aus Ingwer, grünem Kardamom, Nelken und Zimt für Kaffee und schwarzen Tee.